# 真言宗智山派
真言宗智山派（しんごんしゅうちさんは）は、日本における仏教の宗派の一つ。弘法大師空海を始祖とし、真言宗中興の祖・興教大師覚鑁（1095年 - 1144年）を開祖とする新義真言宗と呼ばれる宗派の中の一つ。天正5年（1577年）に根来山の能化職となった玄宥（1529年 - 1605年）が、天正13年（1585年）、秀吉による紀州征伐で焼き滅ぼされた根来山智積院を、慶長6年（1601年）、徳川家康の許可を受け寺領（豊国神社付属寺院の土地建物）を拝受し復興させたことを端緒に創建されることとなった宗派である。

## 宗紋

真言宗智山派 宗紋

桔梗紋

## 本尊
- 金剛界大日如来
- 金剛界曼荼羅・胎蔵曼荼羅

## 歴史
真言宗智山派の歴史は根来寺の塔頭智積院の開創に始まる。智積院は、もともと根来寺の塔頭であった。根来寺の前身である大伝法院は覚鑁が大治5年（1130年）に高野山に創建した寺院だが、教義上の対立から覚鑁は高野山を去り、保延6年（1140年）、大伝法院を根来山に移して新義真言宗を打ち立てた。智積院は南北朝時代にこの大伝法院の塔頭として真憲坊長盛が学問所として建立したものである。
天正13年（1585年）、根来寺は豊臣秀吉によって全山炎上するが、智積院の住職であった玄宥は、弟子たちを引きつれて寺を脱出して高野山に逃れた。その後、玄宥は新義真言宗の法灯を守るため智積院の再興運動を行った結果、関ヶ原の戦いで徳川家康が勝利した翌年の慶長6年（1601年）、家康により、京都東山の豊国神社の付属寺院を与えられ、智積院は再興した。さらに、三代目住職日誉の代、元和元年（1615年）に豊臣氏が滅びると、隣接地にあった豊臣家ゆかりの禅寺・祥雲寺の寺地をも与えられてさらに規模を拡大し、山号を五百佛山、復興後の智積院の寺号を根来寺とした。
明治時代に入ると、明治政府の宗教政策により、他の真言宗宗派と1879年（明治12年）に合同する。しかし、1900年（明治33年）9月、智積院を本山とする新義真言宗智山派として独立する。
1941年（昭和16年）3月、古義真言宗・新義真言宗系の宗派が政府の政策によって合同し、大真言宗が成立する。が、戦後独立し、
真言宗智山派として現在に至る。

## 総本山智積院歴代化主（智山派管長）
1. 玄宥
2. 祐宣
3. 日誉
4. 元寿
5. 隆長
6. 宥貞
7. 運敞
8. 信盛
9. 宥鑁
10. 専戒
11. 覚眼
12. 義山
13. 快存
14. 智興
15. 亮範
16. 鑁浄
17. 龍天
18. 快侃
19. 覚遠
20. 浄空
21. 等空
22. 動潮
23. 鑁啓
24. 胎通
25. 慈順
26. 浄光
27. 英範
28. 謙順
29. 観豪
30. 弘基
31. 亮海
32. 海応
33. 隆瑜
34. 禅宅
35. 先晋
36. 範恵
37. 信海
38. 頼如
39. 隆栄
40. 丹藤弘現
41. 佐々木義範
42. 松平実因
43. 金剛宥性
44. 佐伯隆基
45. 船岡芳勝
46. 三神快運
47. 瑜伽教如
48. 伊藤宗盛
49. 大江存良
50. 武藤範秀
51. 滝　承天
52. 青木栄豊
53. 旭純栄
54. 斎藤隆現
55. 高井観海（京都市北区上品蓮台寺住職、智山専門学校校長）
56. 御嶽隆道（埼玉県戸田市観音寺住職）
57. 倉持秀峰（埼玉県蕨市三學院住職）
58. 松平実亮（名古屋市福生院住職）
59. 秋山祐雅（東京都日野市金剛寺住職）
60. 那須政隆（愛知県蟹江町龍照院住職、大正大学長）
61. 竹村教智（栃木県栃木市満願寺住職）
62. 芙蓉良順（埼玉県勝蔵院住職、大正大学長）
63. 上野頼栄（福島県いわき市常福寺住職）
64. 小峰順誉（東京都西東京市総持寺住職）
65. 藤井龍心 （京都市上京区清和院住職、種智院大学名誉教授）
66. 高井隆秀（京都市北区上品蓮台寺住職、種智院大学名誉教授）
67. 近藤隆敬（東京都大田区長福寺住職）
68. 宮坂宥勝（長野県岡谷市照光寺、名古屋大名誉教授）
69. 阿部龍文（東京都世田谷区満願寺住職）
70. 寺田信秀（千葉県館山市総持院住職）
71. 小峰一允（東京都練馬区三宝寺住職）
72. 布施浄慧（埼玉県久喜市吉祥院住職）

## 寺格

### 総本山
- 智積院（京都市東山区）

### 別院
- 愛宕薬師真福寺（東京都港区）

### 大本山
- 成田山新勝寺（成田山・千葉県成田市）
- 金剛山平間寺（川崎大師・神奈川県川崎市川崎区大師町）
- 高尾山薬王院（高尾山・東京都八王子市高尾町）

### 別格本山
- 高幡不動金剛寺（高幡不動・東京都日野市）
- 大須観音宝生院（愛知県名古屋市中区）

#### 旧別格本山
- 十二坊上品蓮台寺（京都市北区）：18世快侃、54世隆現、55世観海（高井氏）、66世隆秀他
- 出流山満願寺（栃木県栃木市）：61世教智
- 赤井獄薬師常福寺（福島県いわき市）：53世純栄、63世頼栄

### 化主出身・隠居寺院
- 総持院（千葉県館山市）：70世信秀他
- 乙寶寺（新潟県胎内市）：47世教如他
- 蓮華峰寺（新潟県佐渡市）：40世弘現、41世義範他
- 福生院（名古屋市中区）：42世実因、58世実亮
- 長久寺（名古屋市東区）：智山能化（7世運敞、12世義山、51世承天）、豊山能化（8世快寿、13世卓玄、14世英岳）
- 瀧谷寺（福井県坂井市）：49世存良
- 千本釈迦堂大報恩寺（京都市上京区）：3世日誉、4世元寿、5世隆長、6世宥貞、7世運敞、9世宥鑁、12世義山、13世快存、17世龍天、19世覚遠、22世動潮、30世弘基（菊入氏）、33世隆瑜、40世弘現、47世教如他の隠居所
- 清和院（京都市上京区）：39世隆栄、65世龍心他
- 六波羅蜜寺（京都市東山区）：豊山6世良誉、12世義山、13世快存、15世亮範、17世龍天、19世覚遠、28世謙順、32世海応、大伝法院座主弁龍（川崎氏）
- 因幡堂平等寺（京都市下京区）：21世等空
- 安楽寿院（京都市伏見区）:7世運敞
- 蟹満寺（京都府木津川市）:15世亮範
- 海住山寺（京都府木津川市）:50世範秀他

## 教育機関

### 宗立教育機関
- 大正大学（東京都豊島区）
- 智山専修学院（京都市東山区）
- 智山講伝所

### 宗内教育機関
- 成田山勧学院（千葉県成田市）

## 関連団体
- 密厳流遍照講（御詠歌）

## 施設
- 智山伝法院（東京都港区）
- 宿坊 智積院会館（京都市東山区）